# Lamborghini Athon
El Lamborghini Athon o Bertone Athon es un prototipo de automóvil diseñado y construido por Bertone para Lamborghini en 1980.

## Desarrollo, diseño y características
El Athon fue basado en el chasis del Lamborghini Silhouette, entonces ya fuera de producción. El nombre "Athon" derivaba de un antiguo dios del sol egipcio. Este prototipo fue ampliamente elogiado, su diseño era obra de Marc Deschamps, el cual era el sucesor de Marcello Gandini en Bertone. Fue mostrado en el Salón del Automóvil de Turín en abril de 1980.
El Athon es un roadster de dos plazas con un diseño y un interior muy futurista. Este prototipo era propulsado por un motor V8 dispuesto a 90 grados, este motor tenía 2995,8 cc (3,0 litros), y producía una potencia de 260 CV a 7500 rpm. El Athon era capaz de alcanzar una velocidad máxima de 260 km/h (161 mph).
Este vehículo nunca fue previsto para ser puesto en producción, y los problemas financieros de Lamborghini en la época no ayudaron a algunos asuntos. Se hizo la demostración de este automóvil en un circuito y después fue enviado al museo de Bertone.